# Marcela Said
Marcela Paz Said Cares (Santiago, março de 1972) é uma cineasta e formada em estética chilena.

## Biografia
Cresceu no bairro de Providência. Estudou seu ensino secundário no Liceo n.º 1 Javiera Carrera, depois foi estudar artes na Universidade de Chile, mas terminou seus estudos na Pontifícia Universidade Católica de Chile, em Licenciatura em Estética.
Em 1996 mudou-se para a França para fazer um mestrado em técnicas e linguagens de meios na Sorbona. Três anos mais tarde estreou seu primeiro documentário, Valparaíso, produzido por Lhes Filmes d’ Ici para a televisão francesa.
Dirigiu em 2001 I Love Pinochet, um documentário centrado nos adeptos ao ditador chileno Augusto Pinochet que foi premiado nos festivais de Cinema de Valparaíso e no Internacional de Documentários de Santiago (FIDOCS), além de obter um Prêmio Altazor. Naturalizada francesa, Marcela Said voltou ao Chile em 2007 junto com Jean de Certeau —seu marido francês, com quem tem um filho, Paolo— e reside desde então em Santiago.
Said e De Certau realizaram o documentário Opus Dei, una cruzada silenciosa em 2006, centrado na influência dessa organização católica em Chile. Seu filme seguinte, também codirigido por Certeau, El mocito, está centrado na história de Jorgelino Vergara, um homem que trabalhou num centro de tortura durante a ditadura militar chilena e estreou na Berlinale 2011.  
Seu primeiro filme de ficção é El verano de los peces voladores (2013), que ganhou o Prêmio Cinema em Construção no Festival de Cinema Latino-Americano Toulouse e que "retrata a difícil convivência de chilenos e mapuches através de sugestões, atmosferas e pinceladas de desespero". No entanto, Said tem explicado que "o filme não é um manifesto sobre os problemas da comunidade [mapuche], nem um retrato dos conflitos na Araucanía", mas que "interessava mostrar a invisibilidade do conflito, a tensão que há no ambiente, a incapacidade de resolvê-los, os eventuais choques do huinca e o mapuche. Mas não fazer um documentário".
Em seu segundo longa de ficção, Os cães (2017), Said voltou a tratar o tema da ditadura militar, através da história de um ex-coronel do exército que está sendo investigado por crimes cometidos décadas atrás. O personagem foi interpretado por Alfredo Castro, enquanto a protagonista, uma mulher de classe alta chamada Mariana, foi interpretada por Antonia Zegers. O filme estreou durante a Semana da Crítica do Festival de Cannes de 2017. Foi indicado a vários prêmios, entre eles, em 2018, o Prêmio Goya ao melhor filme ibero-americano.
Said trabalhou na série Narcos: México, da Netflix, dirigindo os episódios 4 e 5 da segunda temporada, lançada em fevereiro de 2020.

## Filmografia

### Longas-metragens
| Ano  | Título                           | Directora | Roteirista | Fotografia | Produtora |
| ---- | -------------------------------- | --------- | ---------- | ---------- | --------- |
| 1999 | Valparaíso                       | ✓         |            |            |           |
| 2001 | I Love Pinochet                  | ✓         | ✓          | ✓          |           |
| 2006 | Opus Dei, uma cruzada silenciosa | ✓         | ✓          | ✓          |           |
| 2011 | O mocito                         | ✓         | ✓          |            | ✓         |
| 2013 | O verão dos peixes voladores     | ✓         | ✓          |            |           |
| 2017 | Os cães                          | ✓         | ✓          |            |           |

## Prêmios
- Prêmio Santiaguillo 2002 do VI Festival Internacional de Cinema de Valparaíso por I Love Pinochet
- Festival Internacional de Documentários de Santiago, por I Love Pinochet
- Prêmio Altazor 2003, categoria direcção de documentário, por I Love Pinochet
- Prêmio Pedro Sienna 2007 por Opus Dei, uma cruzada silenciosa
- Premeio Horizonte no Festival de Cinema Documentário de Munique 2011 (DOK München) pelo mocito
- Prêmio da crítica no FIDOCS 2011 (Santiago) pelo mocito
- Prêmio da crítica no Festival Internacional de Cinema de Valdivia 2011 pelo mocito
- Prêmio Altazor 2012, categoria direcção de documentário, pelo mocito (ex aequo com Jean de Certeau)
- Premeio Cinema em Construção no Festival Rencontres Cinémas d'Amérique Latine de Toulouse 2013 pelo verão dos peixes voladores